# Parakanhonje
Parakanhonje is een bestuurslaag in het regentschap Tasikmalaya van de provincie West-Java, Indonesië. Parakanhonje telt 3245 inwoners (volkstelling 2010).